# Zathura – Ett rymdäventyr
Zathura – Ett rymdäventyr, (engelska Zathura: A space adventure), är en amerikansk äventyrs-action från 2005 i regi av Jon Favreau med Jonah Bobo, Josh Hutcherson och Kristen Stewart i huvudrollerna. Filmen hade Sverigepremiär den 24 februari 2006.

## Handling
De två bröderna Danny och Walter tycker olika om allt och bråkar nästan jämt. När Danny hittar ett spel i källaren, Zathura, och börjar spela det, svävar deras hus upp i rymden bland planeter och stjärnor. Dannys och Walters vänskap återuppbyggs sakta medan de försöker klura ut hur de har hamnat där, hur de ska komma hem och hur de dessutom ska få deras storasyster Lisa(Kristen Stewart) att inse att de är i rymden. Danny och Walter inser att det enda sättet att komma hem igen är att fortsätta spela. Under spelets gång måste de slåss mot zorgoner, bekämpa elaka rymdrobotar och undvika svarta hål. Genom ett så kallat guldkort från spelet får de hjälp av en astronaut. Det blir en lång resa genom den yttre rymden.

## Skådespelare
- Jonah Bobo - Danny
- Josh Hutcherson - Walter
- Dax Shepard - Astronauten
- Kristen Stewart - Lisa
- Tim Robbins - Pappa
- Frank Oz - Robot (röst)
- John Alexander - Robot
- Derek Mears - Ledande zorgonen
- Douglas Tait - Ledande zorgonen
- Jeff Wolfe - Mästerzorgonen
- Adam Wills - Kaptenzorgonen

### Svenska röster
- Benjamin Wahlgren - Danny
- Eddie Hultén - Walter
- Reuben Sallmander - Astronauten
- Cornelia Bratt - Lisa
- Claes Ljungmark - Pappa
- Adam Fietz - Robot